# Магнуссон, Яне
Яне Магнуссон ((швед. Jane Magnusson); 6 апреля 1968, Мёльнлюкке (швед. Mölnlycke)) журналистка, сценаристка, режиссер и кинокритик в газете «Dagens Nyheter».
Детство Магнуссон прошло в США, Сингапуре и Гонконге. Она училась на факультете Современной культуры и медиа в Брауновском университете Провиденса, Род-Айленд, США и получила степень бакалавра искусств в 1992 году. Она писала статьи для газет Нёйесгуйден (швед. Nöjesguiden), Фокус (швед. Fokus), Афтонбладет (швед. Aftonbladet), а также регулярно публикуется в газете Дагенс нюхетер. Магнуссон также работала на Свэрьес радио (швед. Sveriges Radio) на передачах Иллер (швед. Iller) и Гудморон, вэрлден! (швед. Godmorgon, världen! — «Доброе утро, мир!») Шведского Радио и была участником панельных дискуссии в радиопередачах Спанарна (швед. Spanarna), и телепередаче Кобра (швед. Kobra) на Шведском телевидении (швед. SVT, Sveriges Television). В 2000 году состоялся ее книжный дебют — «Псевдобиография Эстер Уильямс». 7 июля 2000 года Магнуссон была приглашенной ведущей на одной из самых популярных радиопередач Соммар на P1 (швед. Sommar — «Лето»)
Премьера первого фильма, снятого по сценарию Яне Магнуссон, «Allt flyter» состоялась в июле 2008 года. Сюжет основан на ее опыте пловчихи и тренера мужской команды по синхронному плаванию.
Магнуссон, совместно с режиссером Карин аф Клинтберг (швед. Karin af Klintberg), написала сценарий и срежиссировала фильм «Ebbe — The Movie» (2008). За эту работу ей была присуждена награда Stora Journalistpriset в номинации «Рассказчик года» в 2009 году. Оба режиссера получили «Золотого жука», приз за лучший документальный фильм в 2010 году.
В 2012 Магнуссон была редактором документального сериала Bergmans video на SVT, который позже был смонтирован как полнометражный фильм под названием «Вторжение к Бергману» (швед. Tresspassing Bergman). В 2013 году Магнуссон стала редактором передачи Kobra.
В 2013 году Яне Магнуссон получила стипендию Акселя Лиффнера от отдела культуры газеты Aftonbladet с комментарием: «Стипендиатка Акселя Лиффнера 2013 года является не только острой на язык писательницей, но и той, кто переворачивает культурную журналистику во всех видах медиа, которые только можно себе представить: как давно существующих, так и недавно появившихся. Постоянная авторская изобретательность завладевает нами и в темные времена социалдемократии, утягивает нас на дно бассейна, вглубь „Носа Мат-Тины“ или в небольшую комнату на Готланде, где на полке с видеокассетами стоят „Охотники за привидениями“. Кроме всего прочего, Яне Магнуссон — тот редкий тип критика, которому мы действительно можем верить».
Осенью 2015 года Магнуссон начала работу над крупным документальным проектом об Ингмаре Бергмане. Планируются тв-сериал и фильм-биография.
Зимой 2018 года на кинофестивале «Сандэнс» состоялась премьера анимационной короткометражки «Липома» (швед. Fettknölen). Над этим фильмом Магнуссон работала совместно с художницей Лив Стрёмквист.
Весной 2018 года на Каннском фестивале состоялась премьера фильма Магнуссон «Бергман» (швед. Bergman — ett år, ett liv). Рецензии на него выходили в том числе в журнале Variety.
Осенью 2019 года состоялась премьера фильма «Хассе и Таге — история любви» (швед. Hasse & Tage — en kärlekshistoria). В декабре 2019 года на Шведском телевидении вышел ее фильма Vad hände Gina Dirawi?.

## Фильмография
- Alla vi i köttflotten (2005, документальный), режиссер
- Allt flyter (2008, художественный), сценарист
- Эббе (швед. Ebbe the movie) (2009, документальный), режиссер, сценарист
- Вторжение к Бергману (швед. Trespassing Bergman) (2013, документальный), режиссер
- Капкейк (швед. Cupcake) (2014, короткометражный), режиссер
- Christina Lindberg: The Original Eyepatch Wearing Butt Kicking Movie Babe (2015, документальный), режиссер
- Памяти Йёста Экмана (швед. Till minne av Gösta Ekman) (2017, документальный), режиссер
- Липома (швед. Fettknölen) (2018, анимационный, короткометражный), режиссер
- Бергман (швед. Bergman — ett år, ett liv) (2018, документальный), режиссер
- Хассе и Таге — история любви (швед. Hasse & Tage — en kärlekshistoria) (2019, документальный), режиссер